# ابراهیم اشکش
ابراهیم اشکش سرمربی فوتبال اهل ایران است.
اشکش پیش تر سرمربی استقلال ملاثانی و شاهین هندیجان؛ پرسپولیس ویس، استقلال رامهرمز، استقلال اهواز، ملی حفاری اهواز و سردار بوکان را در کارنامه دارد.
وی ۳۰ آذر ۱۴۰۱ به عنوان سرمربی نفت مسجدسلیمان در لیگ برتر فوتبال ایران ۰۲–۱۴۰۱ انتخاب شد ولی تنها بعد یکماه جای خود را به غلام‌رضا عنایتی داد در تاریخ ۲۱ اسفند ۱۴۰۱ پس استعفای غلام‌رضا عنایتی از سرمربیگری باشگاه نفت مسجدسلیمان ابراهیم اشکش دوباره به عنوان سرمربی باشگاه نفت مسجدسلیمان انتخاب شد.